# André Leon Talley
André Leon Talley (sinh ngày 16 tháng 10 năm 1948 - mất ngày 18 tháng 1 năm 2022) là một tổng biên tập nội dung tạp chí thời trang Vogue người Mỹ và là gương mặt quen thuộc tại các sàn diễn thời trang ở New York, Paris, London và Milan trong suốt hơn 25 năm. Talley đã mang tầm ảnh hưởng của mình để lăng xê những tên tuổi thiết kế trẻ như John Saldivar và hướng dẫn cho các tài năng trẻ trong nhiều lĩnh vực khác.
Những chuyện tình nổi nhất của ông là với các nhà thiết kế Tracy Reese, Rachel Roy, và ca sĩ/diễn viên Jennifer Hudson. Nhiều người biết ông có quan hệ bạn bè rất thân thiết với Mariah Carey, cựu người mẫu và nhà thiết kế thời trang Kimora Lee Simmons, và ngôi sao tennis Venus Williams. Năm 2007, ông được tạp chí Out xếp hạng 45 trong số "50 người đồng tính quyền lực nhất nước Mỹ". 
Talley được trao bằng Tiến sĩ Nhân văn danh dự của đại học thiết kế mỹ thuật Savannah, nơi ông tham gia làm Ban quản trị.
Đầu tháng 11/2009, ông được mời tham gia vào hội đồng giám khảo của America's Next Top Model.

## Tiểu sử
André Talley lớn lên tại Durham, Bắc Carolina với bà Bennie Davis, theo ông đó là người đã cho ông hiểu về sự xa hoa." Sau khi tốt nghiệp Đại học Trung tâm Bắc Carolina (North Carolina Central University), Talley nhận bằng Cử nhân Pháp văn của Đại học Brown. Trong những năm tháng học tập ở Brown, ông đã có dịp làm quen và kết thân với các sinh viên gần Trường thiết kế Rhode Island. Vào cuối tuần, ông thường có các kì nghỉ tại New York. Ông từng được cộng tác với cựu tổng biên tập của tạp chí Vogue kiêm cố vấn của Viện thời trang, Diana Vreeland.
Khoảng giữa thập niên 2000, với sự giúp đỡ của Anna Wintour, ông đã giảm cân khá hiệu quả. Như trong chương trình The Oprah Winfrey Show, André thật sự gầy và đang tập ăn uống lành mạnh.
Năm 2008, Talley tư vấn cách ăn mặc cho Gia đình hàng đầu của Mỹ, giới thiệu Michelle Obama cho nhà thiết kế Jason Wu để có được vài bộ cánh dự tiệc.
Ông qua đời tại một bệnh viện ở White Plains, New York vì Nhồi máu cơ tim do COVID-19 gây ra vào ngày 18 tháng 1 năm 2022, hưởng thọ 73 tuổi.

## Sách
Talley đã cho ra mắt quyển sách nhan đề A.L.T.: A Memoir (tạm dịch: A.L.T: Một hồi ức), ấn hành năm 2003.
Ông cũng là tác giả của A.L.T. 365+, một bài luận nghệ thuật do Sam Shahid thiết kế mỹ thuật, phát hành năm 2005. 365 bao gồm trong đó nhiều bức hình và chú thích trong suốt một năm sinh hoạt của André Leon Talley.